# 上村清太郎
上村 清太郎（うえむら せいたろう、1883年（明治16年）10月15日 - 1947年（昭和22年）3月11日）は、大日本帝国陸軍の軍人。最終階級は陸軍中将。

## 経歴
秋田県出身。1901年（明治34年）12月、士官候補生（15期）として陸軍に入る。1903年（明治36年）陸軍士官学校を卒業し、翌年2月に陸軍砲兵少尉任官。1916年（大正5年）11月、陸軍大学校（28期）卒業し、参謀本部要塞課に配属された。
陸軍重砲兵学校教導大隊長、同教育部長、横須賀重砲兵連隊長等を歴任し、1932年（昭和7年）8月、陸軍少将へ昇進。陸軍重砲兵学校幹事、野戦重砲兵第4旅団長、陸軍重砲兵学校長などを経て、1936年（昭和11年）4月、陸軍中将に進級。
1936年（昭和11年）12月、第12師団留守司令官に発令され、1936年（昭和11年）1月、第12師団長に就任し満洲に赴任。1940年（昭和15年）3月に帰国し、西部防衛司令官となり、1940年（昭和15年）8月、西部防衛司令部が西部軍司令部に改組してからも、引き続き司令官を務めた。1941年（昭和16年）4月、予備役に編入された。1940年（昭和15年）に勲一等旭日大綬章を、1941年（昭和16年）に勲一等瑞宝章を受けている。
陸軍砲兵教育の権威と謳われ、軍歴を通じて砲兵教育職に就くことが多かった。

## 栄典
位階
- 1904年（明治37年）5月17日 - 正八位[5]
- 1905年（明治38年）8月18日 - 従七位[6]
- 1910年（明治43年）9月30日 - 正七位[7]
- 1915年（大正4年）10月30日 - 従六位[8]
- 1920年（大正9年）11月30日 - 正六位[9]
- 1931年（昭和6年）2月2日 - 正五位[10]
- 1936年（昭和11年）3月2日 - 従四位[11]
- 1938年（昭和13年）3月15日 - 正四位
- 1941年（昭和16年）4月1日 - 従三位

勲章等
- 1937年（昭和12年）8月16日 - 勲二等瑞宝章[12]
- 1942年（昭和17年）4月13日 - 勲一等旭日大綬章[13]